# Cloud Gate
Cloud Gate is een werk van de Britse kunstenaar Anish Kapoor en is de blikvanger op het AT&T-plein in het Millennium Park in de Amerikaanse stad Chicago. Het kunstwerk is gebouwd tussen 2004 en 2006 en wordt in de volksmond vanwege de boonvormige gelijkenis ook wel The Bean genoemd. Het is samengesteld van 168 roestvrijstalen platen en zo grondig gepolijst dat er geen naden zichtbaar zijn. De afmetingen zijn 10 × 20 × 13 meter en weegt 99,8 ton.

## Ontwerp
In 1998 was er een openbare inschrijving om de ruimte te vullen. Uit de 30 inzendingen koos de commissie twee kunstenaars uit om het verder uit te werken. Het eerste ontwerp was van de Amerikaanse kunstenaar Jeff Koons, hij ontwierp een ongeveer 46 meter hoge sculptuur van een glijbaan, die bereikt moest worden met een lift. De definitieve keuze viel op het voorstel van de internationaal gerenommeerde kunstenaar Anish Kapoor. Een object met een naadloze roestvrijstalen oppervlakte in de vorm van vloeibaar kwik. In het spiegelend oppervlak moet de skyline van Chicago in het vervormde en gedraaide beeld zichtbaar zijn.

## Constructie en bouw
Het Britse ingenieursbureau Aerotrope werd gevraagd om het bouwtechnisch ontwerp te maken en het bedrijf Performance Structures, Inc. (PSI) voor de uitvoering omdat zij bekend zijn met het maken van stalen oppervlakten met bijna onzichtbare lasnaden. Het project begon met het maken van een kleiner prototype. Met behulp van een high-density polyurethaan schuimmodel, die werd geselecteerd door Kapoor, kwam de constructie gereed met inbegrip van de interne componenten. Oorspronkelijk plande PSI de bouw in Oakland in Californië om het daarna per schip te transporteren via het Panamakanaal en de Saint Lawrence River naar Chicago. Dit plan werd afgewezen omdat de opdrachtgevers het te riskant vonden. In plaats daarvan, werd de beslissing genomen om de individuele platen naar Chicago te brengen met vrachtwagens en ter plaatse te monteren, een taak die door MTH Industries werd uitgevoerd.
Vooraf was het lastig om in te schatten hoe zwaar de constructie zou worden. Oorspronkelijk dacht men 54,4 ton, maar uiteindelijk werd het 99,8 ton, bijna 2 keer zoveel. Het extra gewicht maakte het noodzakelijk om de draagconstructie te heroverwegen. Het dak van het restaurant Park Gripp waarop de Cloud Gate staat, moest sterk genoeg zijn om het gewicht te dragen. Daaronder bevindt zich een muur die de metro van Chicago scheidt van het North Grant Park. Deze muur moest eerst versterkt worden voordat met de bouw begonnen kon worden.